# Chicago 17
Chicago 17 är ett musikalbum av Chicago. Albumet släpptes i maj 1984. Chicago 17 anses generellt vara gruppens största försäljningsframgång. Det innehöll ett flertal hitsinglar som "Stay the Night", "You're the Inspiration" och "Hard Habit to Break". Till flera av låtarna gjordes även musikvideor. Musiken på albumet som främst består av ballader är ett typiskt exempel på vad som brukar kallas "adult contemporary music". Efter det här albumet kom gruppens sångare Peter Cetera att lämna Chicago.

## Låtlista
1. "Stay the Night"
2. "We Can Stop the Hurtin' "
3. "Hard Habit to Break"
4. "Only You"
5. "Remember the Feeling"
6. "Along Comes a Woman"
7. "You're the Inspiration"
8. "Please Hold On"
9. "Prima Donna"
10. "Once in a Lifetime"

## Listplaceringar
- Billboardlistan, USA: #4[1]
- UK Albums Chart, Storbritannien: #24[2]
- VG-lista, Norge: #14[3]
- Topplistan, Sverige: #1[4]